# Miquel Mestre Avinyó
Miquel Mestre Avinyó (Mont-roig del Camp, 1890 - Barcelona, 1976), destacat cooperativista en les terres tarragonines, va ser un dels impulsors del cooperativisme de consum en aquelles contrades durant la dècada de 1920. El 1934 ostentà el càrrec de president de la Federació de Cooperatives de Catalunya i la Federació Nacional de Cooperatives d’Espanya. El 1936 també fou president de la Confederació de Cooperatives de Catalunya.
Nascut en el si d’una família treballadora, es quedà orfe de mare als vuit anys, moment en què deixà els estudis elementals per treballar i ajudar al seu pare. Entre els 8 i els 12 anys va fer de carboner a les Muntanyes de Prades, sobretot a Rojals i a Farena. El 1910 entrà d'aprenent de fonedor de ferro a Reus.. Així i tot, no abandonà l’hàbit de la lectura i «entre les seves primeres lectures destaquen els llibres d’autors anarquistes. Cap als divuit anys entrà en contacte amb el nucli socialista» de Reus i el 1910 ja presidia les Joventuts Socialistes de Reus. Entre els seus objectius «destacava la voluntat de “socialitzar el socialisme” mitjançant la pedagogia i la voluntat de superar l'encarcarada societat de la Restauració». Defensava que «calia unir la lluita sindical i la política i desenvolupar l’associacionisme» i, dins d’aquest, considerava el cooperativisme com un model de socialització importantíssim. Participà aviat en multitud de mítings de propaganda socialista. Col·laborà en l'organització de societats de resistència entre els pagesos sobretot, juntament amb Josep Recasens i Mercadé, per les comarques del sud del Principat. Va ser president de la Joventut Socialista de Reus (des de la seva constitució el 1910), organitzador de l'Associació de l'Art Fabril i membre destacat de l'Agrupació Socialista. Participà molt activament en la vaga general de Reus del 1915, així com en la vaga general de 1917, raó per la qual fou empresonat a Tarragona.
En sortir de la presó es va trobar que la patronal de Reus li havia declarat el pacte de la gana, per agitador i revolucionari, i va fer una temporada de peó a l'estació de Pratdip. L'ajuntament d'aquell poble li demanà que en fos el seu secretari, donada la seva capacitat de treball, i ell, quasi analfabet, acceptà el càrrec amb reticència, però això li permeté adquirir coneixements i cultura. Va ser secretari de l'ajuntament de Pratdip de 1918 a 1923. El 1918 assistí al congrés de Sants (organitzat per la CRTC) juntament amb Àngel Pallejà, representant diversos sindicats de Reus (Barbers, Ferrers, Carreters i Peons d'indústria), on participà en el míting de clausura. Entre 1923 i 1936 va fer de secretari de l'Ajuntament de Torredembarra. El 6 de setembre de 1937 fou nomenat Director General de Proveïments de la Generalitat de Catalunya. En el període de la Guerra civil espanyola hom li atribueix haver salvat la vida del rector, del vicari i d'unes monges de Torredembarra, però tot i així, l'any 1939 va ser condemnat a mort, pena que li van commutar per presó. Va romandre a la presó de Pilats de Tarragona fins al 1946. Va ser el pare de Numen Mestre Ferrando.

## Activitat cooperativista
Estant a Pratdip participà en la cooperativa del Centre Obrer i com a representant d’aquesta entitat assistí a les assemblees de la Federació Provincial de Tarragona, la qual l'elegí com a vocal i posteriorment president.
Vivint ja a Torredembarra, fou un dels socis fundadors de la cooperativa de consum La Veritable. Com a representant d’aquesta «va participar activament dins la Federació Comarcal de Cooperatives de Tarragona, la Federació Nacional de Cooperatives d’Espanya, la cooperativa de segon grau Fàbrica de Pasta per a Sopa i Fàbrica de Sabó Productes Coop, impulsades pel moviment cooperatiu català».
A l’Assemblea de la Federació de Cooperatives Catalanes celebrada al Saló de Cent de l’Ajuntament de Barcelona, «Mestre va defensar que els sindicats agrícoles havien nascut arran d’unes necessitats socials i que, per tant, no havien d’oblidar la seva principal funció “que no es otra que la de transformar la presente Sociedad, por la supresión del intermediario, en otra más equitativa, más justa, en que sean ley los principios cooperatistas».
Pel que fa al seu ideari cooperativista, Mestre l'expressà i sintetitzà en una intervenció radiofònica pronunciada a Radio Associació de Catalunya; en aquesta defensava «que les organitzacions, seguint els principis de neutralitat que marcava l’Aliança Cooperativa Internacional i la legislació vigent – la Llei de bases de la cooperació del 17 de febrer de 1934 – s’havien d’apartar de les baralles partidistes (...) defensava que era un pas necessari assumir lea responsabilitat de gestionar el poder municipal i de la Generalitat per tal de posar-los al servei del cooperativisme. Tot i que la legislació vigent era favorable al cooperativisme, només uns governs compromesos amb els seus valors farien possible un desenvolupament real del moviment».